# Клайпедский край
Клайпедский край (лит. Klaipėdos kraštas), или Мемельский край, или Мемельланд (нем. Memelland) — часть Малой Литвы, ранее входившая в состав Восточной Пруссии, расположенная севернее реки Неман с центром в Клайпеде (Мемеле). По современному административному делению Литвы соответствует юго-западной части Клайпедского уезда.
По итогам Первой мировой войны в 1919 году, учитывая то, что большинство жителей края составляли литовцы, и невзирая на то, что большинство населения города Мемель составляли немцы, Версальским договором край был отделён от Германии и временно подчинён французской администрации. Мемельский край вместе с Сааром и Данцигом был под контролем Лиги Наций. Этнические литовцы (прусские литовцы) края приняли участие в Мемельском восстании 1923 года, в результате которого край был присоединён к Литве.
Край представлял собой полосу длиной 140 км и шириной 20 км, в 1939 году в нём жило 145 000 жителей. Площадь края составляла 2657 км². Самым большим городом был Мемель с 40 000 жителей. Основное население составляли немцы и прусские литовцы (летувининки), которых в крае называли также мемельландеры.
В 1939 году край был аннексирован нацистской Германией, а после окончания Второй мировой войны достался в 1945 году СССР, который передал его Литве (тогда — Литовской Советской Социалистической Республике) — единственная территория СССР в Прибалтике, которая в отличие от остальных никогда не входила в состав никаких российских государств даже после[уточнить] 1815 года. Граница, утверждённая по Версальскому договору, остаётся на настоящий момент границей между Литвой и Калининградской областью России.

## История
После завоевания в 1252 году Тевтонским орденом южной территории племени куршей и строительством здесь замка Мемельбург и города Мемель, территория будущего Клайпедского края стала частью Государства Тевтонского ордена. В 1328 году Клайпеда была передана в распоряжение прусской ветви Тевтонского ордена и с тех пор считалась частью Пруссии. По Мельнскому миру в 1422 году была определена граница с Литвой, которая не изменилась в течение 500 лет.
После реформации Государство Тевтонского ордена стала протестантским герцогством Пруссия, которое в 1618 объединилось личной унией с курфюршеством Бранденбург. В 1701 году курфюрст получил титул короля Пруссии. После Первого раздела Речи Посполитой из герцогства Пруссия и региона Вармия была образована провинция Восточная Пруссия, которая в период 1824—1878 была объединена с Западной Пруссией. В свою очередь в Восточной Пруссии выделялась территория Малой Литвы, большинство населения которой составляли литовцы, которая охватывала и территорию будущего Мемельского края. Соседняя литовская территория была в составе независимого Великого княжества Литовского (с 1569 года в унии с Польшей, а в 1795—1914 годах под русским управлением).
Во время Первой мировой войны территория Литвы была оккупирована Германией. Литва была провозглашена независимой и в марте 1918 года признана Германией.
По Тильзитскому Акту (ноябрь 1918 года) лидеры прусских литовцев потребовали объединения Прусской Литвы с Литовской Республикой. Большинство же немцев и онемеченных литовцев не желало объединения с Литвой.
Разделение Пруссии также отстаивал поляк Роман Дмовский при подписании Версальского договора. Юзеф Пилсудский сделал заявление: нужно передать Польше нижнюю часть Немана и его дельту, которая была расположена в Германии, и передать реку Неман Литве, поскольку это обеспечило бы её доступ к Куршскому заливу, но Литва должна остаться частью Польши.
Эти идеи поддерживал французский премьер-министр Жорж Клемансо.
В 1920 году, согласно Версальскому договору, области Германской империи севернее Немана образовали Мемельский край под мандатом Лиги наций, а французские солдаты должны были обеспечивать спокойствие. Версальский договор не передавал эту территорию Литве, так как к этому времени ещё не было решено будущее Литовского государства, и его независимость не была признана международным сообществом. Отделение Мемельского края объяснили тем, что в этом крае большинство жителей составляли литовцы (за исключением города Мемеля). Лидеры местных литовцев требовали присоединения к Литве, но часть местных литовцев чувствовала себя более связанными с Восточной Пруссией, чем с Литвой, либо пассивно наблюдала за событиями. Дополнительным фактором было сильное культурное различие. Жители края почти полностью (95 %) были протестантской веры, в то время как Литва была католическим государством, которое несколько веков находилось под влиянием польской культуры. Клайпедский край был экономически более развит, чем соседняя Литва.
В течение периода французской администрации идея независимого Государства Мемельланда росла в популярности среди местных немцев. Организация «Deutsch-Litauischer Heimatbund» (Немецко-литовская федерация родины) продвигала идею Freistaat Memelland, согласно которой край позже должен был вернуться в состав Германии. Организация имела 30 000 членов, состояла из этнических немцев и онемеченных литовцев, что составляло около 21 % от общей численности населения края.

## Мемельское восстание
10 января 1923 года, одновременно с оккупацией Рура Францией и Бельгией, больше тысячи вооружённых литовцев заняли Мемельланд и город Мемель. Официально акция называлась внутримемельским восстанием, но операция велась с помощью вооружённой полиции, которая вторглась из Литвы. Местные же литовцы создали Верховный комитет по спасению Малой Литвы и местные органы управления на освобождённых территориях. Французская администрация не предприняла никаких существенных мер противодействия мятежникам, потому что в этот момент в течение Рурского кризиса напряжение между Германией и Францией были очень высоко. В свою очередь, Германия тайно поддерживала действия Литвы, опасаясь роста польского влияния в Мемельском крае (чему способствовала французская администрация) и надеясь, что в будущем этот край будет легче вернуть, если им будет управлять такое небольшое государство, как Литва.
19 января 1923 года французские войска и администрация покинули страну. 16 февраля 1923 года страны Антанты признали присоединение Мемельского края к Литве и формально передали ей управление регионом.

## Автономный край в составе Литвы

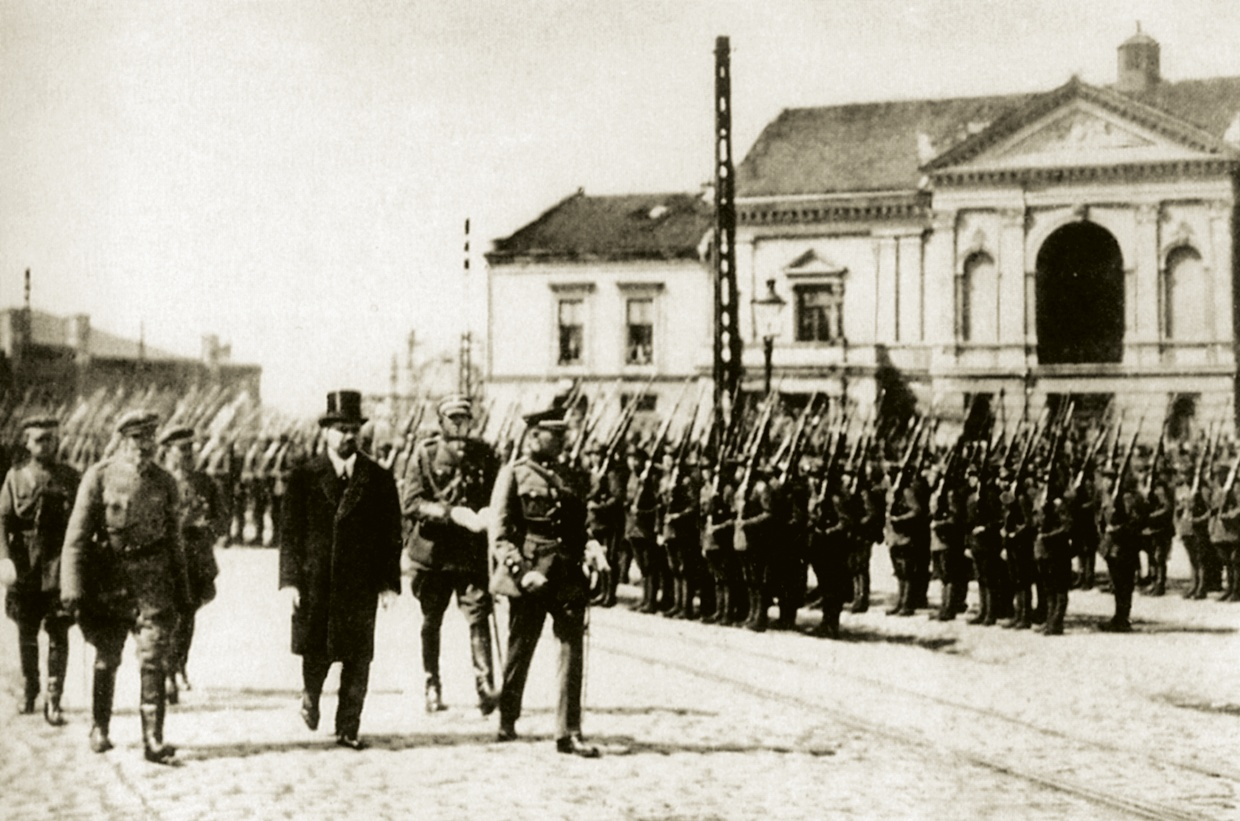
Премьер-министр Литвы Эрнестас Галванаускас на параде повстанцев в Клайпеде в 1923 году

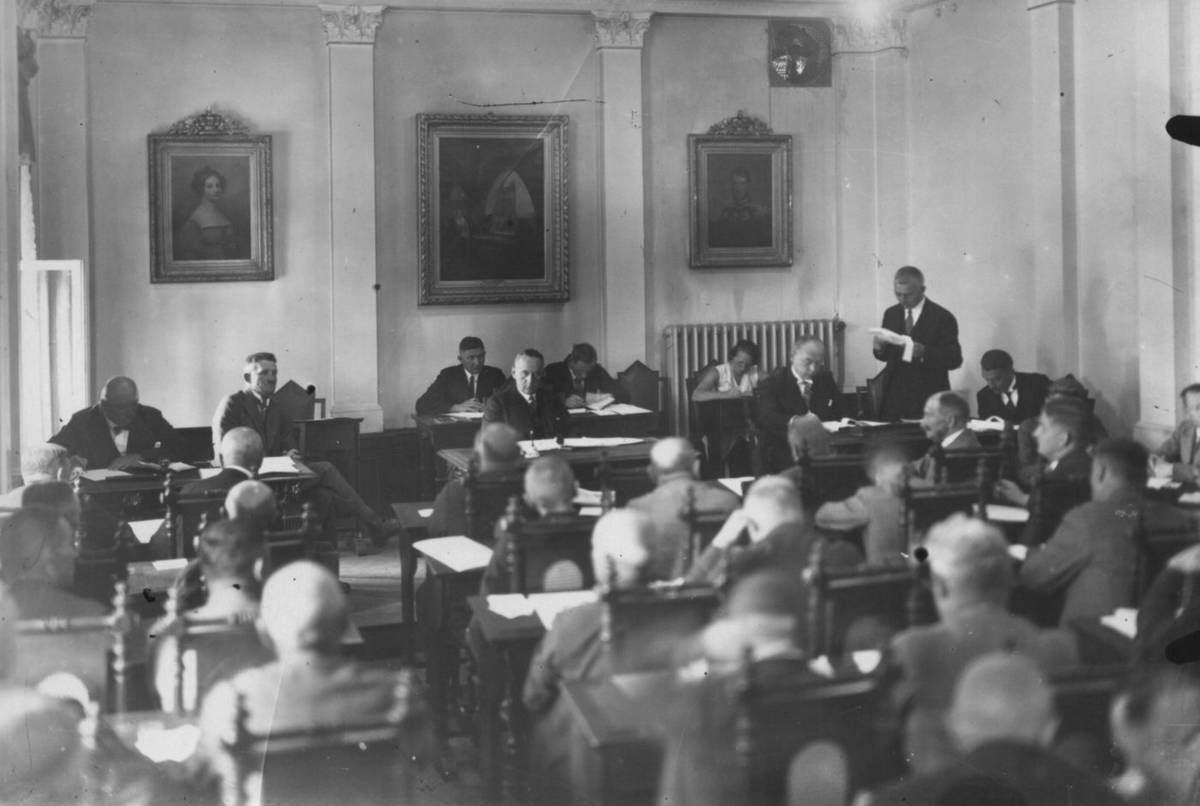
Заседание директората Клайпедского края в 1932 году

В Мемельском соглашении, подписанном между Лигой Наций и Литвой, области был предоставлен отдельный парламент, два государственных языка, право на собственные налоги, изменение таможенных обязанностей, самоуправление его культурными и религиозными делами, отдельная судебная система, внутренний контроль сельского хозяйства и лесоводства, также как и отдельная система социального страхования. Лига Наций приняла итоговую сделку и подтвердила автономию региона в пределах Республики Литвы. 8 мая 1924 года дальнейшие соглашения о Мемельском крае подтвердили его присоединение к Литве, и итоговое соглашение об автономии было подписано в Париже. Территория Мемеля была признана как часть Литвы и Веймарской республикой. 29 января 1928 года Литва и Германия подписали договор о границе.
Аннексия предоставила литовцам контроль над незамерзающим балтийским портом. Литва модернизировала и приспосабливала его в основном для экспорта сельскохозяйственной продукции. Реконструкция порта была одним из наиболее длительных инвестиционных проектов, сделанным правительством Литвы в межвоенный период.
Местные литовцы, которые составляли немногим больше половины жителей края (считая вместе с городом Мемель, в основном немецким), были разделены на две примерно равные части: когда одни себя ясно ассоциировали с литовским народом, другие были склонны называть себя просто «местными» или «мемельландцами» и придерживались пронемецкой политической ориентации. В итоге немецкая политическая элита края сохраняла своё политическое влияние и вела ожесточённую антилитовскую пропаганду. Пронемецкие политические партии имели полное большинство (до 80 % в местном парламенте) в сеймике края. После 1933 года их место заняли две национал-социалистические партии, активисты которых перешли к откровенному террору в отношении литовского населения.
Статус Мемельского края регулировался международными договорами. Литовская интеллигенция часто регистрировала браки в Мемеле, поскольку в Литве регистрировали только церковный брак, в то время как в Мемеле гражданский.

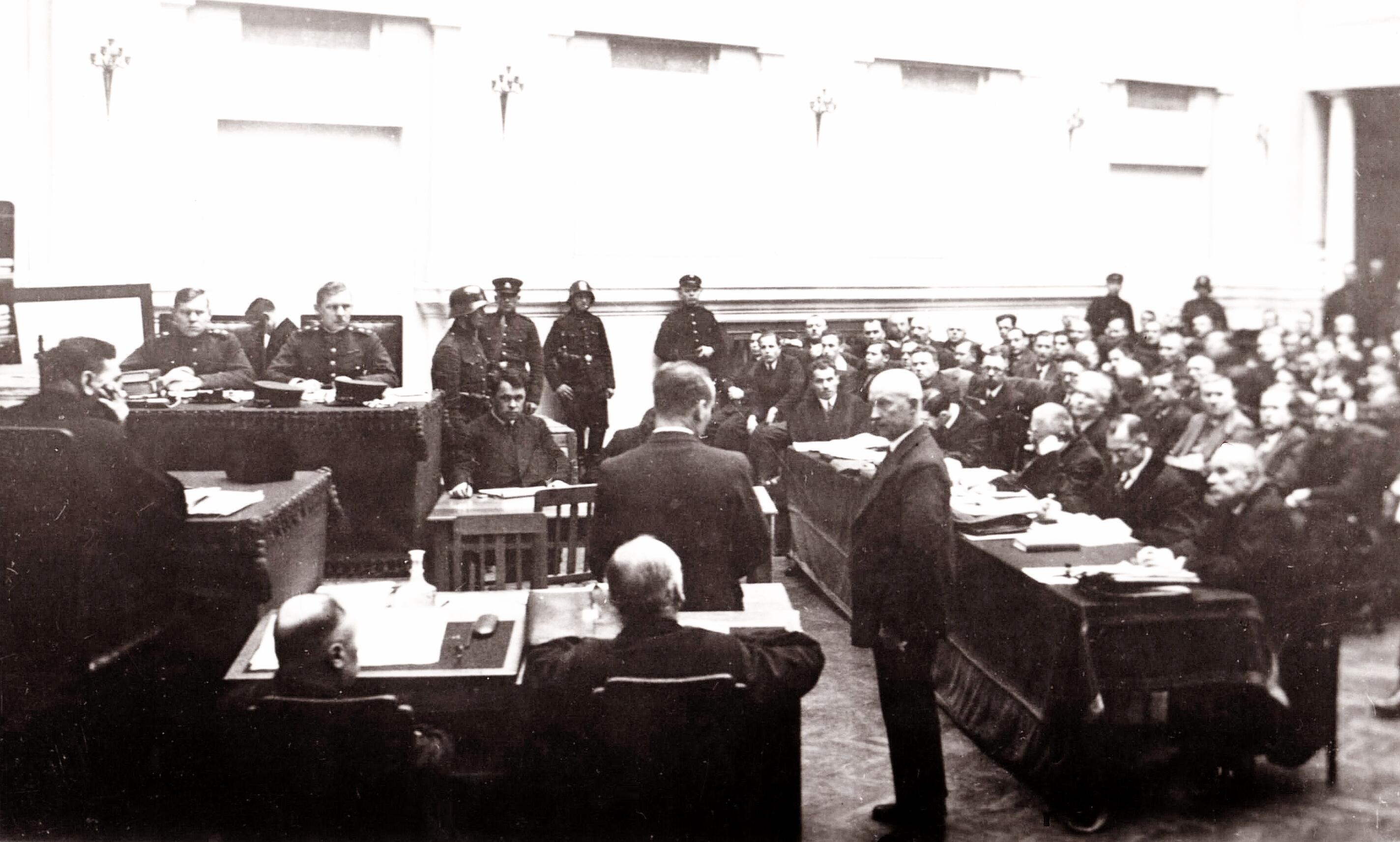
Суд над Эрнстом Нойманном и Теодором фон Сассом

В 1934 году некоторых лидеров пронацистских организаций в регионе Литва подвергла суду. В 1934—1935 годах прошли слушания дела Эрнста Нойманна и Теодора фон Сасса в Каунасе, которые могут быть представлены как первые антинацистские суды в Европе. Из-за последующего политического и экономического давления из Германии, большинство обвиняемых были отпущены на свободу.
21 мая 1935 года Адольф Гитлер предъявил Литве претензии за преследование немецкого языка в Мемеле и назвал её страной, не соблюдающей «общепризнанные нормы человеческого общества». Министр иностранных дел Латвии Вилхелмс Мунтерс отметил в дневнике от 19 сентября 1935 года, что Литва оскорблена отсутствием поддержки со стороны Латвии и Эстонии. Однако братские прибалтийские страны воспользовались тем, что Германия объявила Литве торговую войну, сократив на 60 % закупки продовольствия: на место литовского молока и масла пришли латвийское и эстонское.
Когда Литва конфисковала для военных нужд у немецких собственников 440 гектаров земли в Мемельском крае в конце 1937 года, посланник Латвии в Каунасе Лудвигс Сейя по заданию министра Мунтерса уговаривал его литовского коллегу Стасиса Лозорайтиса «не обострять» отношения с Германией.

## Вхождение в состав нацистской Германии

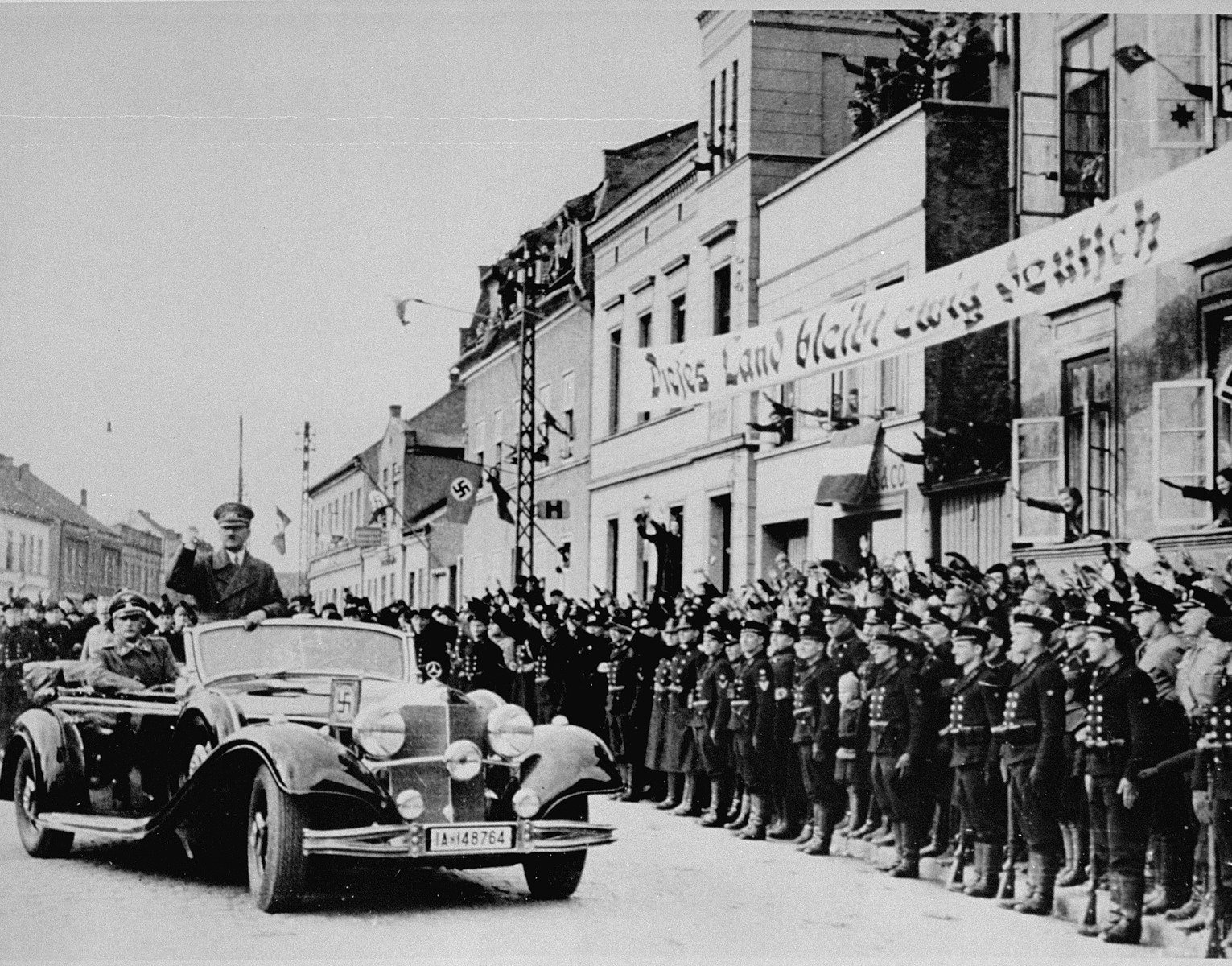
Адольф Гитлер в Мемеле 23 марта 1939 г.

В конце 1938 года Литва потеряла контроль над ситуацией в крае. Латвийский консул Янис Сескис уже 31 января 1939 года сообщил, что «Мемельский округ для Литвы необратимо утерян» и «возможно, Латвии и Литве было бы выгоднее, чтобы Литва эту политически и национально отравленную провинцию ампутировала».
В качестве компенсации за немецкий Мемель прибалтийские дипломаты допускали получение из рук Германии польского Вильно.
К марту 1939 года литовцы под давлением Германии отменили в Мемеле военное положение, отправили в отставку министра иностранных дел Лозорайтиса, однако это не спасло их от германского ультиматума 20 марта 1939 года.
23 марта 1939 года литовская делегация прибыла в Берлин, и за неделю до введения германских войск в Прагу литовский министр иностранных дел Юозас Урбшис и его немецкий коллега Иоахим фон Риббентроп подписали Договор о передаче Мемельланда Германии. Литва отозвала свои войска из региона. Формально Литве была оставлена зона свободной торговли в Мемеле и право на свободное передвижение на 99 лет. На следующий день в Мемель прибыл Адольф Гитлер, который здесь произнёс торжественную речь.
Свою позицию Германия подкрепила отправкой пяти крейсеров, двух эскадр эсминцев и трёх эскадр торпедных катеров, противостоявших единственному литовскому 580-тонному миноносцу Prezidentas Smetona.
Занятие Мемеля продолжило серию бескровных аннексий территорий, отделённых от германской и австрийской империи по Версальскому договору, который немцы воспринимали как унижение. Союзники и соседние страны не давали никаких уступок демократическим германским правительствам во времена Веймарской республики; но когда в Германии пришёл к власти Гитлер, эти страны предприняли шаги к урегулированию отношений с нацистской Германией.
Немцы захватили территорию края ещё до официальной ратификации договора Литвой. Великобритания и Франция, как и во время восстания 1923 года, активно не вмешивались в события, Италия и Япония—остальные гаранты статус-кво в Мемельском крае по подписанной в 1924 году конвенции, — были на стороне Германии. Сейм Литвы был вынужден одобрить договор, надеясь, что Германия не будет выдвигать другие территориальные требования к Литве.
Согласно договору, гражданам Мемельского края разрешалось выбрать гражданство — немецкое или литовское. Также подчёркивалось, что лица, которые переехали в край в период с 1923 по 1939 год, должны эмигрировать. Около 8900 литовцев покинули свои дома в Мемельском крае. В то же время нацисты депортировали около 1300 (местных мемельских и литовских) евреев и только около 40 прусских литовцев.

## Военный и послевоенный период
После захвата Мемельского края Мемель был быстро превращён немцами в укреплённую военно-морскую базу.
Мемель был взят советскими войсками 28 января 1945 года.
По итогам Потсдамской конференции, северная половина Восточной Пруссии перешла под контроль Советского Союза. 7 апреля 1946 года была основана Кенигсбергская область (позднее переименована в Калининградскую область), которая была присоединена к Российской СФСР. В то же время Клайпедский край, сразу после его занятия советскими войсками, был передан в распоряжение администрации Литовской ССР, так как захват его в 1939 году нацистской Германией считался незаконным.
Ещё в 1945—1946 в крае было около 35 000 человек немецкоязычного населения: как прусских литовцев, так и немцев. Правительство Литовской ССР присылало агитаторов в лагерь перемещённых лиц, с обещаниями бывшим жителям, что если они вернутся, их собственность будет возвращена, но эти обещания никогда не выполнялись. В период 1945—1950 годов около 8000 человек были репатриировано. Двуязычные немецкие литовцы рассматривались как немцы.
Небольшое количество этнических немцев были затем высланы в ФРГ. Коренные жители, которые остались в бывшем Клайпедском крае, были лишены своих рабочих мест. Даже семьи известных местных литовцев, кто не симпатизировал немецким партиям перед войной, были высланы в Сибирь. В 1951 году Литовская ССР выслала 3500 человек из бывшего Клайпедского края в Восточную Германию. В 1958 году, когда эмиграция была разрешена, большинство населения края, как немцы, так и прусские литовцы, эмигрировали в Западную Германию; это событие было названо репатриацией немцев Литовской ССР. Сегодня эти некогда лютеранские территории преимущественно заселены католиками литовцами и православными русскими. Протестантское меньшинство прусских литовцев, исторически сконцентрированных в этом крае, осталось по сей день.
В административном отношении бывшие границы Клайпедского края были упразднены после реформы административного деления 1950 года. В современной Литве ведутся исследования местных диалектов и культуры края, в Клайпеде действует Музей Малой Литвы. В 2002 году, наряду с региональными советами по опеке этнической культуры других этнографических регионов Литвы, Советом по опеке этнической культуры Литвы при Сейме Литовской Республики был создан Региональный совет по опеке культуры Малой Литвы с координационным центром в Шилуте. Цель этого совета — сохранение традиционной культуры на территории бывшего Клайпедского края.
Бывшая территория Клайпедского края продолжает оставаться жизненно важной для Литвы, являясь важной гаванью, а также промышленным и сельскохозяйственным центром.

## Политическое устройство
Являлся автономной область в составе Литвы с парламентской формой правления. Представительный орган — сеймик (лит. Seimelis, нем. Landtag), перед которым нёс ответственность исполнительный орган — земельная директория (лит. Direktorija, нем. Landesdirektorium), во главе с земельным директором (нем. Landesdirektor), избирался народом по пропорциональной системе по многомандатным округам, наиболее влиятельными партиями представленными в нём были:
- Мемельландская сельскохозяйственная партия (Memelländische Landwirtschaftspartei, MLP) — самая влиятельная, наиболее правая, наибольшим влиянием пользовалась среди немцев и германизированных литовцев сельских районов края, в 1934 году была запрещена
- Мемельландская народная партия (Memelländische Volkspartei, MVP) — вторая по влиянию, левее MLP, с 1935 года вместе с MAP и SPM образовывали Мемельландский единый список (Memelländische Einheitsliste, MEL)
- Литовская народная партия — третья по влиянию, наибольшим влиянием пользовалась среди литовцев
- Социал-демократическая партия Мемельской Территории (Sozialdemokratische Partei des Memelgebietes, SPM) — четвёртая по влиянию, левее MVP, имела некоторое влияние в городах (от 2 до 5 мандатов), с 1935 года вместе с MAP и MVP образовывали Мемельландский единый список (Memelländische Einheitsliste, MEL)
- Коммунистическая партия Мемельской Территории (Kommunistische Partei des Memelgebietes, KPM) — левее SPM, имела некоторое влияние в городах (от 2 до 3 мандатов), в 1930 году была переименована в Мемельландскую рабочую партию (Memelländische Arbeiterpartei, MAP), с 1935 года вместе с SPM и MVP образовывали Мемельландский единый список (Memelländische Einheitsliste, MEL)

## Правовая система
Высшая судебная инстанция на территории края — Высший суд Мемельланда (Obergericht in Memel)

## Религия
- Синодальный союз Мемельланда (Landessynodalverband Memelgebiet) — объединяла большинство немцев-лютеран, немцев-кальвинистов, германизированных литовцев-лютеран и германизированных литовцев-кальвинистов и большинство верующих вообще;
- Апостольская прелатура Клайпеды — объединяла большинство немцев-католиков и литовцев-католиков (как германизированных, так и негерманизированных).